# Carlos Borja (piłkarz)
Carlos Fernando Borja (ur. 25 grudnia 1956 w Cochabamba) – boliwijski piłkarz występujący na pozycji środkowego pomocnika.
Borja całą karierę występował w zespole ze stolicy Boliwii, Club Bolívar. W reprezentacji Boliwii Borja wystąpił 88 razy, zdobywając 1 gola. W kadrze występował w latach 1979–1995, wraz z drużyną uczestniczył w MŚ 1994 w USA, gdzie Boliwia grała w grupie z Niemcami, Koreą Południową i Hiszpanią. Boliwia nie wyszła z grupy, a największym sukcesem w występie Boliwii na Mistrzostwach Świata był remis z Koreą Południową.